# Tatisaurus
 Tatisaurus  ist eine nur von spärlichen Fossilfunden bekannte Gattung der Vogelbeckensaurier.

## Merkmale und Datierung
Bislang ist nur ein Unterkiefer mit einigen abgenutzten Zähnen gefunden worden. Diese waren vermutlich für eine pflanzliche Ernährung ausgerichtet. Ansonsten ist über diesen Dinosaurier nichts bekannt.
Die Funde stammen aus der Lufeng-Formation in der chinesischen Provinz Yunnan und wurden 1965 erstbeschrieben. Die Lufeng-Formation wird in den unteren Unterjura, auf ein Alter zwischen 200 und 190 Millionen Jahre datiert.

## Systematik
Seit seiner Entdeckung war die systematische Einordnung von Tatisaurus umstritten. Der Erstbeschreiber Simmons sah in ihm einen Vertreter der Hypsilophodontidae, spätere Untersuchungen stellten ihn hingegen zu den Thyreophora, einer durch ihre Knochenschuppen und -platten geprägten Dinosauriergruppe, zu denen vor allem die Stegosauria und die Ankylosauria zählen. Manche Forscher hielten ihn für einen nahen Verwandten von Huayangosaurus oder Scelidosaurus, doch sind diese Sichtweisen umstritten.
Für eine sichere Zuordnung sind aber zu wenig Daten vorhanden, weswegen Norman, Witmer und Weishampel ihn als „Thyreophora incertae sedis“ führen.